# Hopea ponga
Hopea ponga är en tvåhjärtbladig växtart som först beskrevs av August Wilhelm Dennstedt, och fick sitt nu gällande namn av D.J. Mabberley. Hopea ponga ingår i släktet Hopea och familjen Dipterocarpaceae. Utöver nominatformen finns också underarten H. p. cauveriana.

## Bildgalleri

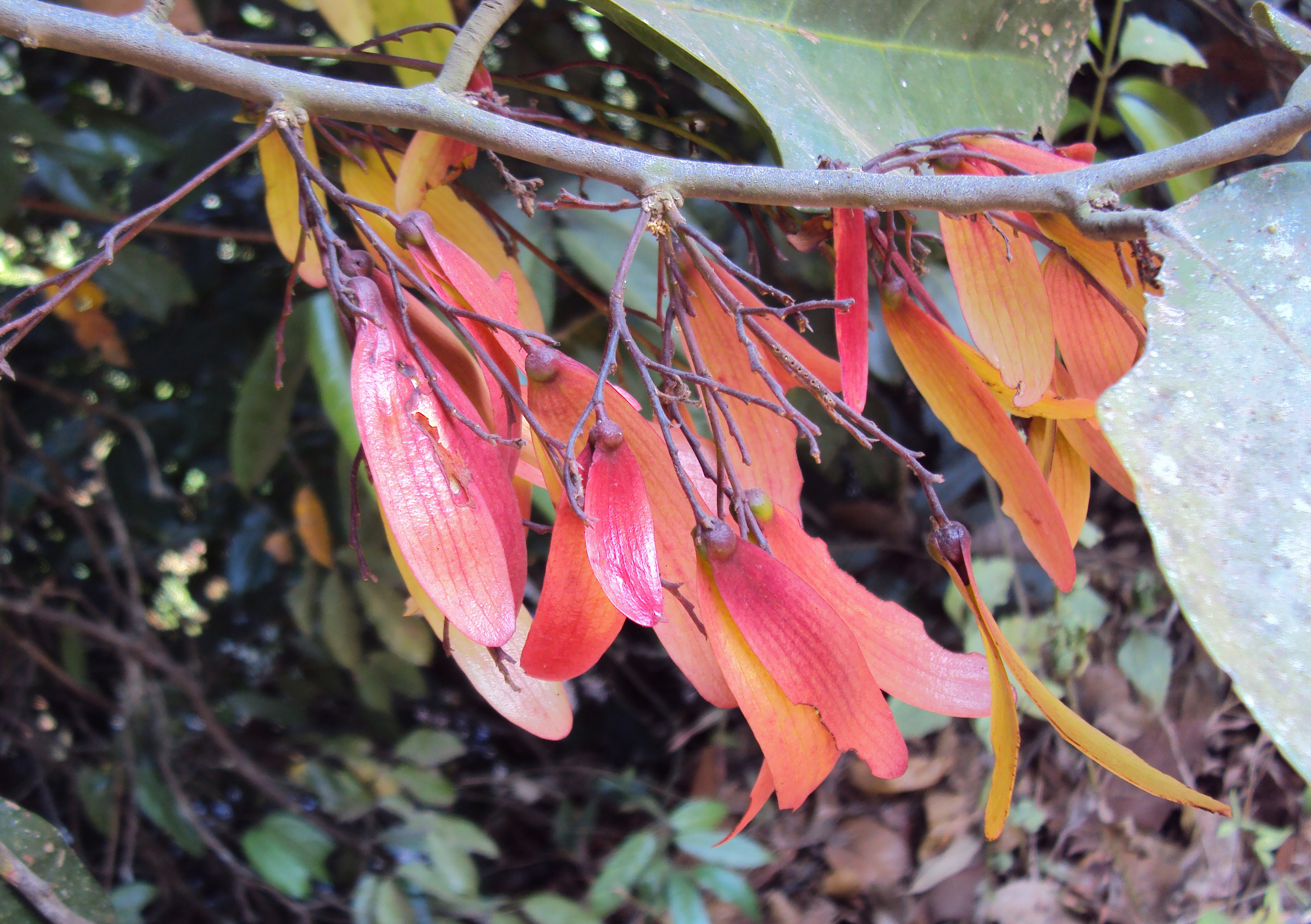
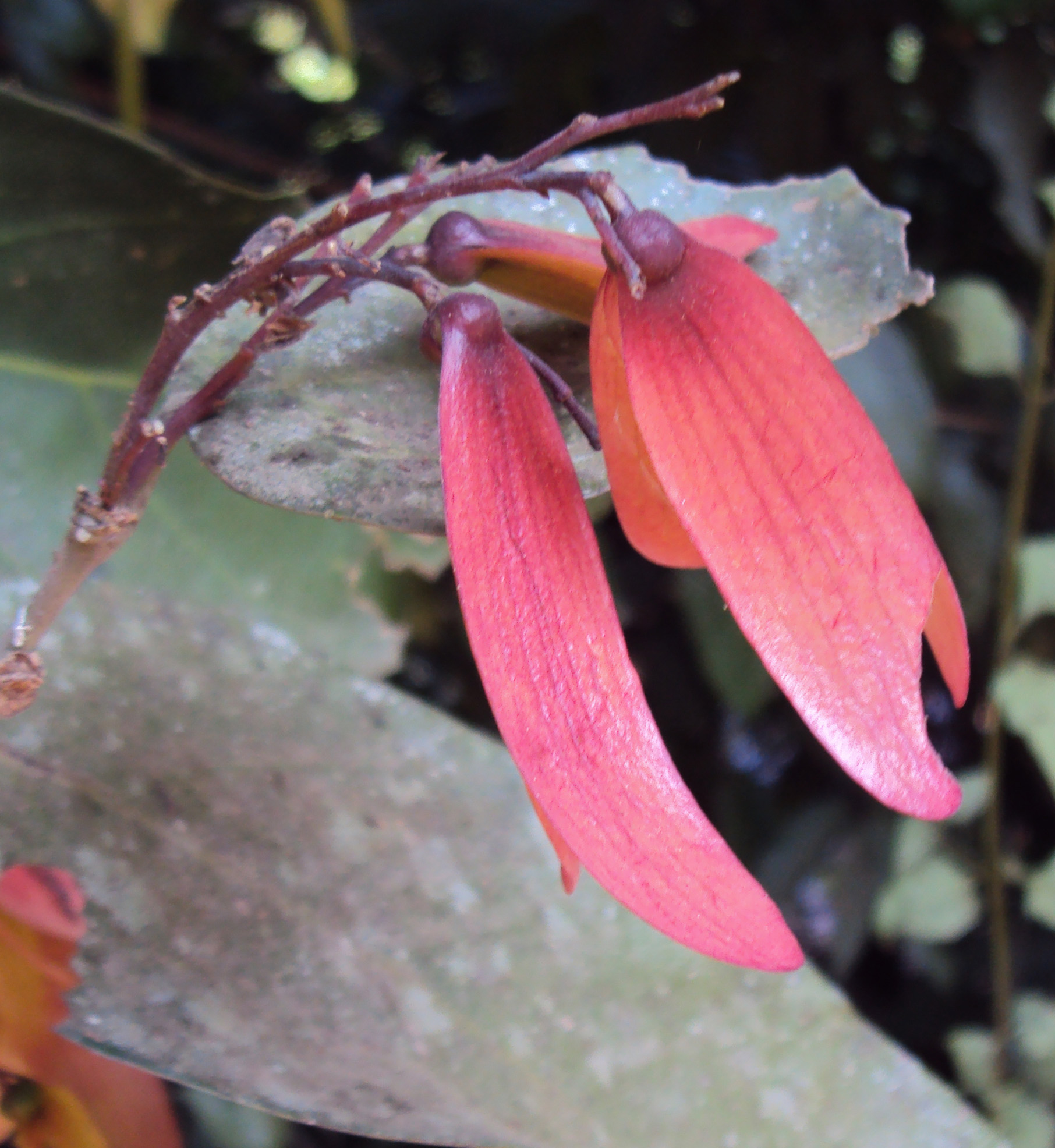
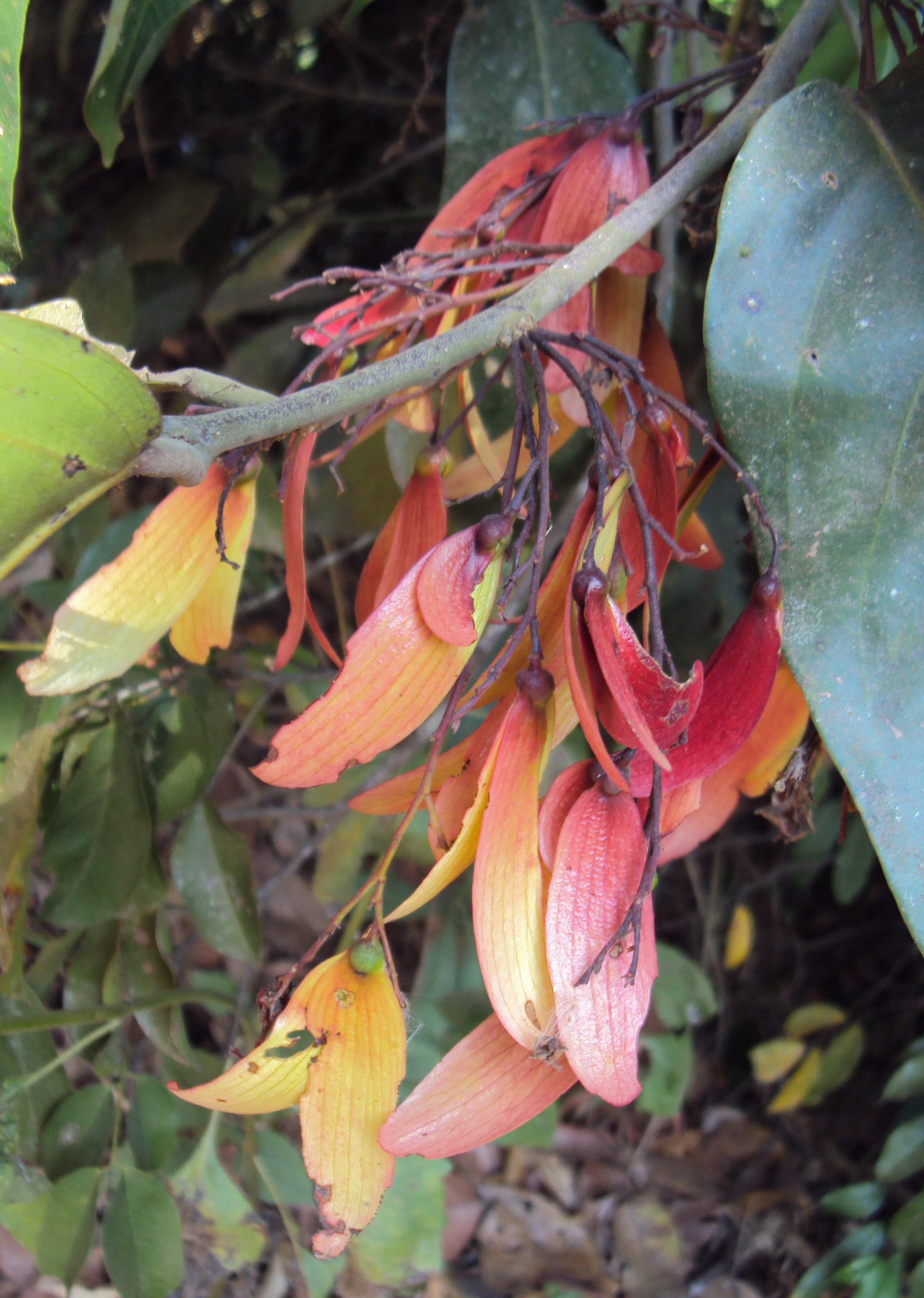
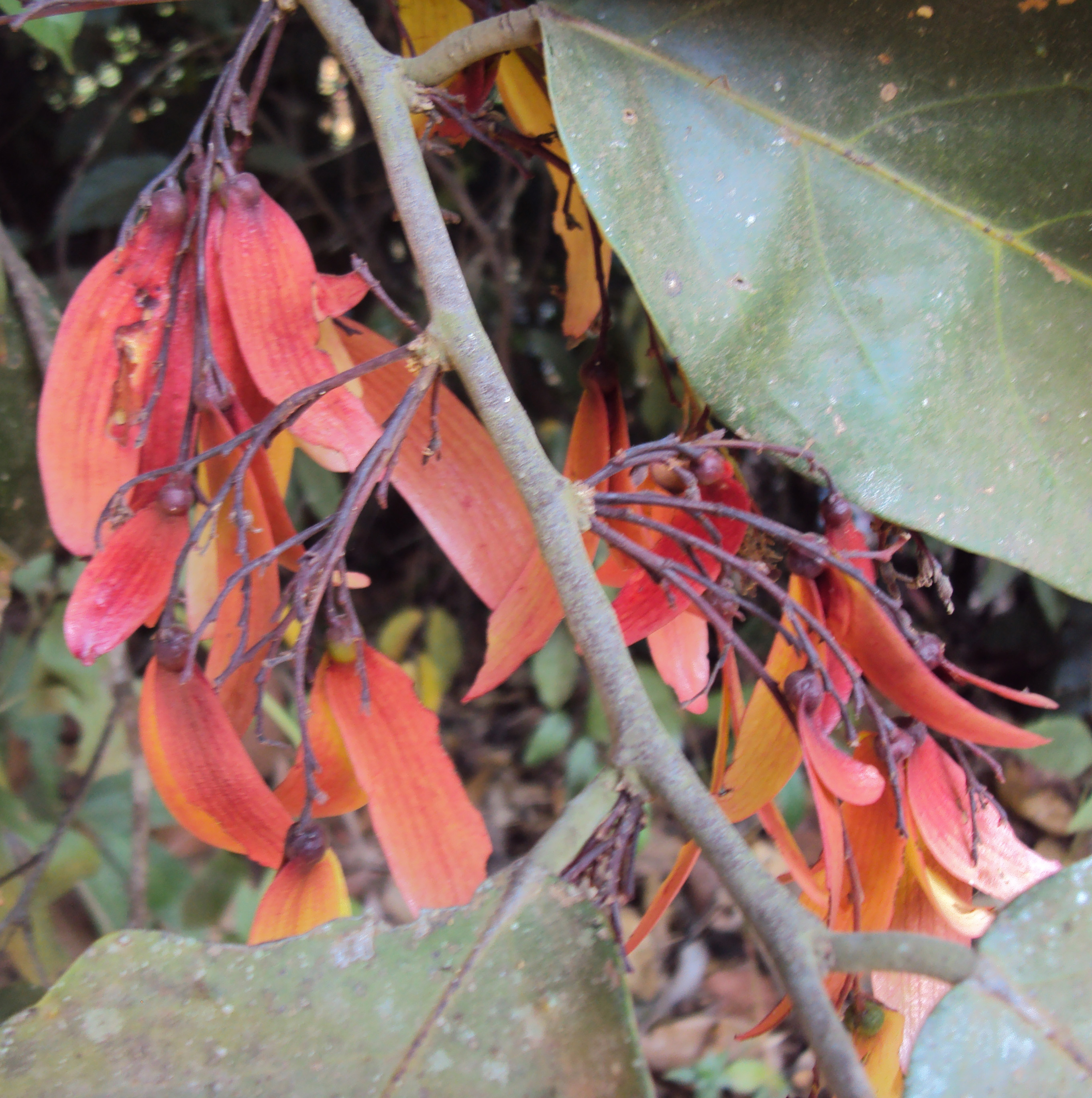